# Ioan Beldiceanu
Ioan Beldiceanu, romunski general, * 13. november 1892, † 6. februar 1982.